# Nancy J. Currie-Gregg
Nancy Jane Currie-Gregg (Delaware, Estados Unidos, 29 de diciembre de 1958), también conocida como Nancy Sherlock, es una ingeniera, astronauta y oficial estadounidense del ejército de los Estados Unidos. Ha servido en el ejército durante más de 22 años y tiene el rango de coronel. Con la NASA ha participado en cuatro misiones al espacio y ha acumulando 1 000 horas en el espacio. Actualmente trabaja como profesora asociada adjunta en el Departamento de ingeniería industrial y de sistemas en la Universidad de Texas A&M.

## Biografía
Nancy Jane Currie-Gregg nació en Wilmington, Delaware, pero se considera a Troy, Ohio como su ciudad natal. Se graduó en la Troy High School en 1977 y realizó un bachelor of Arts con honores, en Ciencias Biológicas por la Universidad Estatal de Ohio en 1980. También realizó una Master of Science en Ingeniería de Seguridad por la Universidad del Sur de California en 1985, y un doctorado en ingeniería industrial por la Universidad de Houston en 1997.
Es miembro de la Asociación de Aviación del Ejército de los Estados Unidos, de la sociedad de honor Phi Kappa Phi, de la Universidad Estatal de Ohio y Asociaciones de Antiguos Alumnos de la Reserve Officers' Training Corps (ROTC), el Institute of Industrial and Systems Engineers y la Human Factors and Ergonomics Society.

### Carrera militar
Currie-Gregg ha servido en el ejército de los Estados Unidos durante más de 22 años. Antes de su asignación en la NASA, en 1987, se capacitó como piloto de alas giratorias y posteriormente se la asignó como piloto instructor en la Escuela de Aviación del Ejército de los Estados Unidos. Ha servido en una variedad de puestos de liderazgo, incluyendo líder de sección, líder de pelotón y oficial de estandarización de vuelo de brigada. Como maestra aviadora del ejército, ha registrado más de 3 900 horas de vuelo en varios aviones de alas giratorias y aviones de ala fija.

## Carrera en la NASA

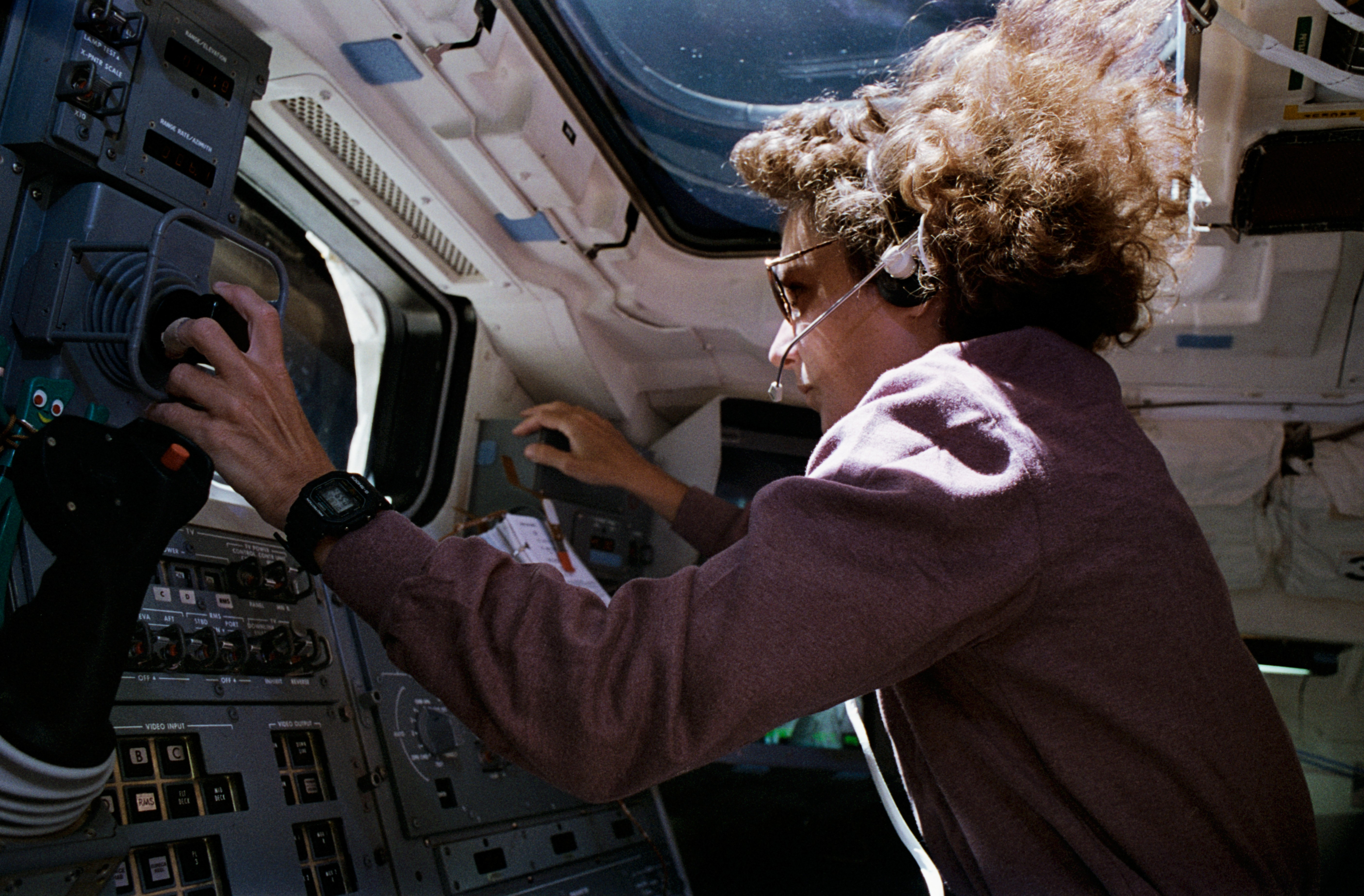
Currie-Gregg manipulando el sistema de control remoto durante la misión STS-57, en 1993

Fue asignada al Centro Espacial Johnson de la NASA en septiembre de 1987 como ingeniera de simulación de vuelo en el Shuttle Training Aircraft, un complejo simulador aerotransportado que modela las características de vuelo del transbordador espacial. Como astronauta, ha estado involucrada desde 1990 en el desarrollo robótico de hardware y procedimientos para el transbordador y la estación espacial y ha trabajado como comunicadora de naves espaciales. También se ha desempeñado como jefa de las oficinas de Astronaut Office Robotics and Payloads-Habitability y la Oficina de Habitabilidad y Factores Humanos en la Dirección de Ciencias del Espacio y la Vida de laJohnson Space Center Home (JSC). Ha ayudado a la División de Automatización, Robótica y Simulación del Centro Espacial Johnson en el desarrollo de sistemas robóticos avanzados y es la consultora del Proyecto de Ingeniería de Factores Humanos Espaciales de la NASA. Veterana de cuatro misiones del Transbordador espacial, ha acumulado 1000 horas en el espacio. Ha volado como especialista de misión e ingeniera de vuelo en la misión STS-57 de 1993, la STS-70 de 1995, la STS-88 en 1998, la primera misión de ensamblaje de la Estación Espacial Internacional y la STS-109 en 2002.
En septiembre de 2003, fue seleccionada para dirigir la Oficina de Seguridad y Misiones del Programa del Transbordador Espacial. A partir de 2006, se desempeña como Asesora Técnica Sénior de la División de Automatización, Robótica y Simulación en la Dirección de Ingeniería de JSC.
Tras su desempeño como astronauta se ha dedicado como ingeniera principal en el centro de seguridad de ingeniería de la NASA. Actualmente trabaja como profesora asociada adjunta en el Departamento de Ingeniería Industrial de la Universidad Estatal de Carolina del Norte.

### STS-57
La STS-57 Endeavour, del 21 de junio al 1 de julio de 1993, partió con el objetivo principal de recuperar el satélite European Retrievable Carrier (EURECA). Además, esta misión presentó el primer vuelo de Spacelab, un módulo de aumento de la cubierta intermedia proporcionado comercialmente para la realización de experimentos de microgravedad, así como un paseo espacial realizado por dos miembros de la tripulación, durante el cual Currie-Gregg operó el brazo robótico del transbordador. En el Spacelab se llevaron a cabo 22 experimentos de vuelo individuales en materiales e investigaciones de ciencias de la vida. El transbordador orbitó alrededor de la Tierra 155 veces y cubrió más de 6.59 millones de kilómetros en más de 239 horas y 45 minutos.

### STS-70
La STS-70 Discovery, del 13 al 22 de julio de 1995 partió con una tripulación de cinco miembros, y desplegó el último Satélite de Rastreo de Datos y Rastreo de la NASA, para completar la constelación del sistema de comunicación por satélite en órbita de la NASA. Currie-Gregg también realizó una gran cantidad de experimentos biomédicos y de teledetección. El transbordador orbitó  alrededor de la Tierra 143 veces y cubrió más de 5.95 millones de kilómetros en más de 214 horas y 20 minutos.

### STS-88

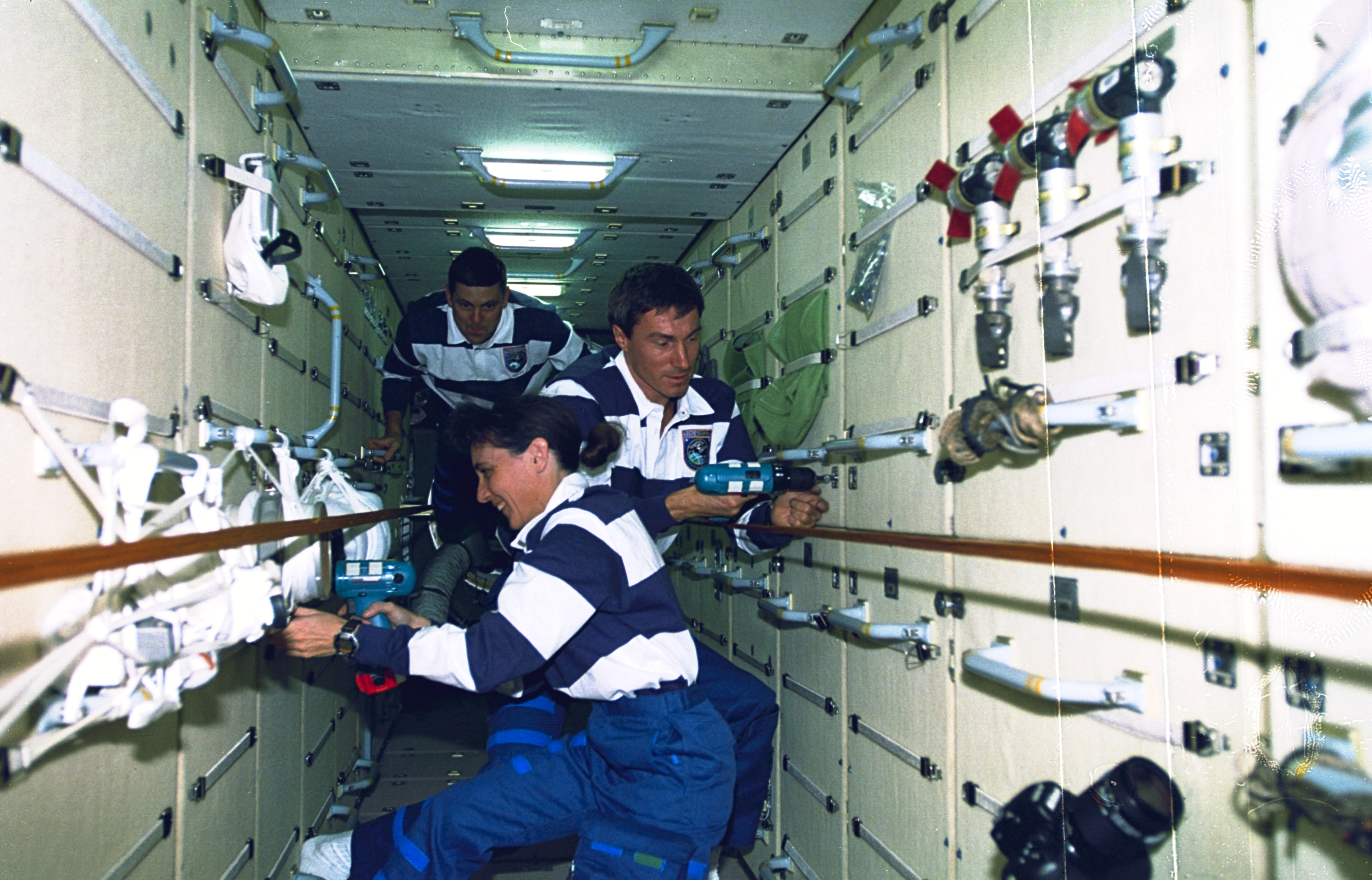
Currie-Gregg y el astronauta Serguéi Krikaliov trabajando en el ensamblaje del Zarya, en 1998

La STS-88 Endeavour, del 4 al 15 de diciembre de 1998, fue la primera misión de ensamblaje de la Estación Espacial Internacional. El objetivo principal de esta misión de 12 días fue acoplar el primer módulo de fabricación estadounidense, Unity, con el primer módulo fabricado en Rusia, el Zarya. El papel principal del Currie-Gregg fue operar el brazo robótico de 50 pies del transbordador para recuperar el Zarya y conectar los dos primeros segmentos de la estación. Dos miembros de la tripulación realizaron una serie de tres caminatas espaciales para conectar umbilicales eléctricos y conectar el hardware a la estructura exterior para su uso para los futuros EVA. También operó el brazo robótico durante las caminatas espaciales. Durante la misión, la tripulación del Endeavour entró en la Estación Espacial Internacional para completar la activación de los sistemas y la instalación de los equipos de comunicación. La tripulación también desplegó dos pequeños satélites. El transbordador completó 185 órbitas alrededor de la Tierra y cubrió más de 7.56 millones de kilómetros en 283 horas y 18 minutos.

### STS-190
La STS-109 Columbia, del 1 al 12 de marzo de 2002, fue la cuarta misión al servicio del Telescopio Espacial Hubble. Durante el vuelo, la principal función de Currie-Gregg fue operar el brazo robótico de 50 pies del transbordador para recuperar y volver a desplegar el telescopio después de la finalización de numerosas mejoras y reparaciones. También operó el brazo del robot durante una serie de cinco caminatas espaciales consecutivas realizadas por cuatro de los tripulantes. Las capacidades científicas y el sistema de energía del Hubble se mejoraron significativamente con el reemplazo de los paneles solares y la unidad de control de potencia primaria, la instalación de la Cámara avanzada para medición y un sistema de refrigeración de instrumentos científicos. El Telescopio Espacial Hubble fue impulsado a una órbita más alta y redesplegado para continuar su misión de proporcionar vistas del universo que no tienen comparación con los telescopios terrestres u otros satélites. El transbordador completó 165 órbitas terrestres y cubrió más de 6.27 millones de kilómetros en más de 262 horas.

Emblemas de las misiones
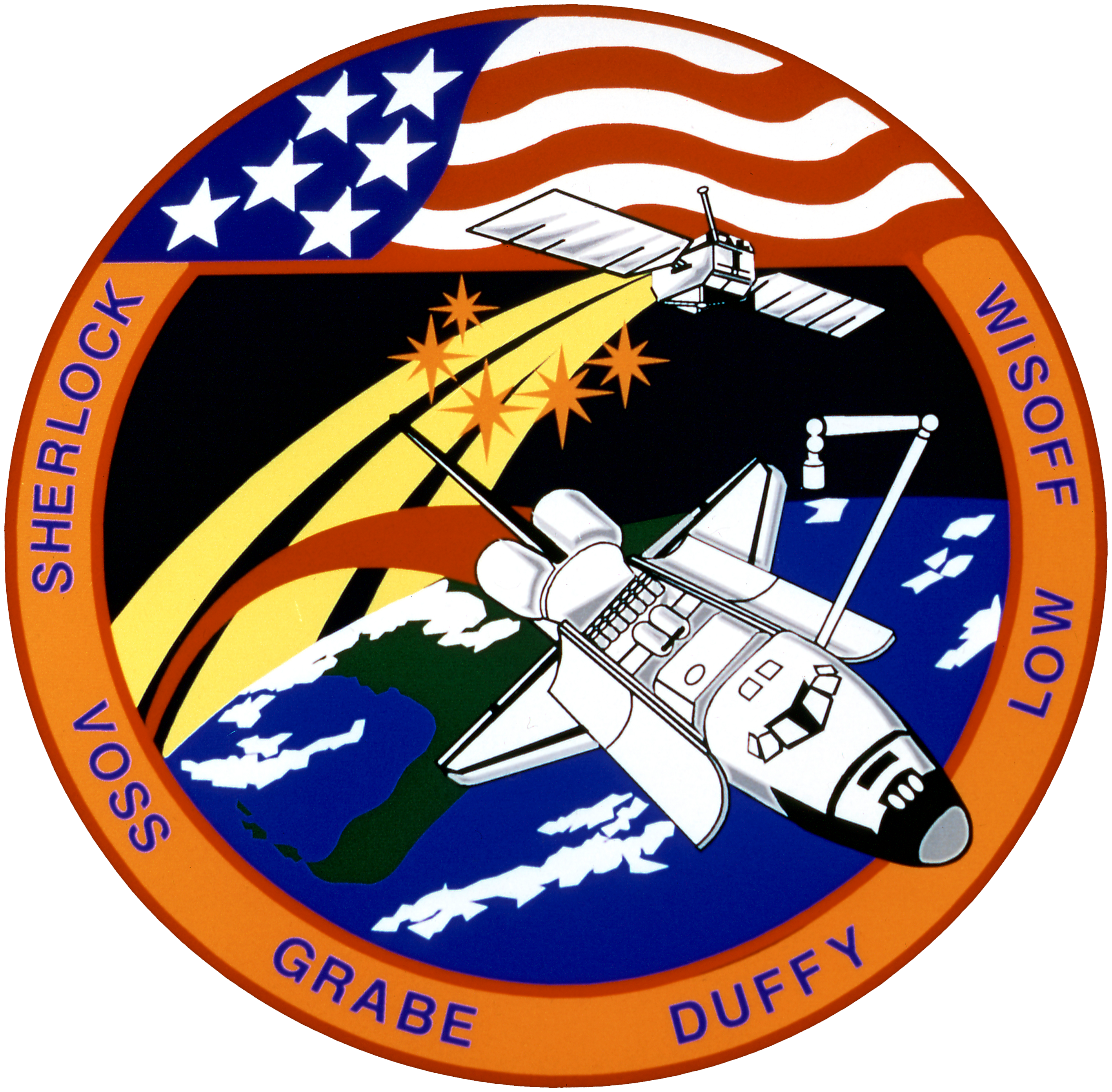
Misión STS-57
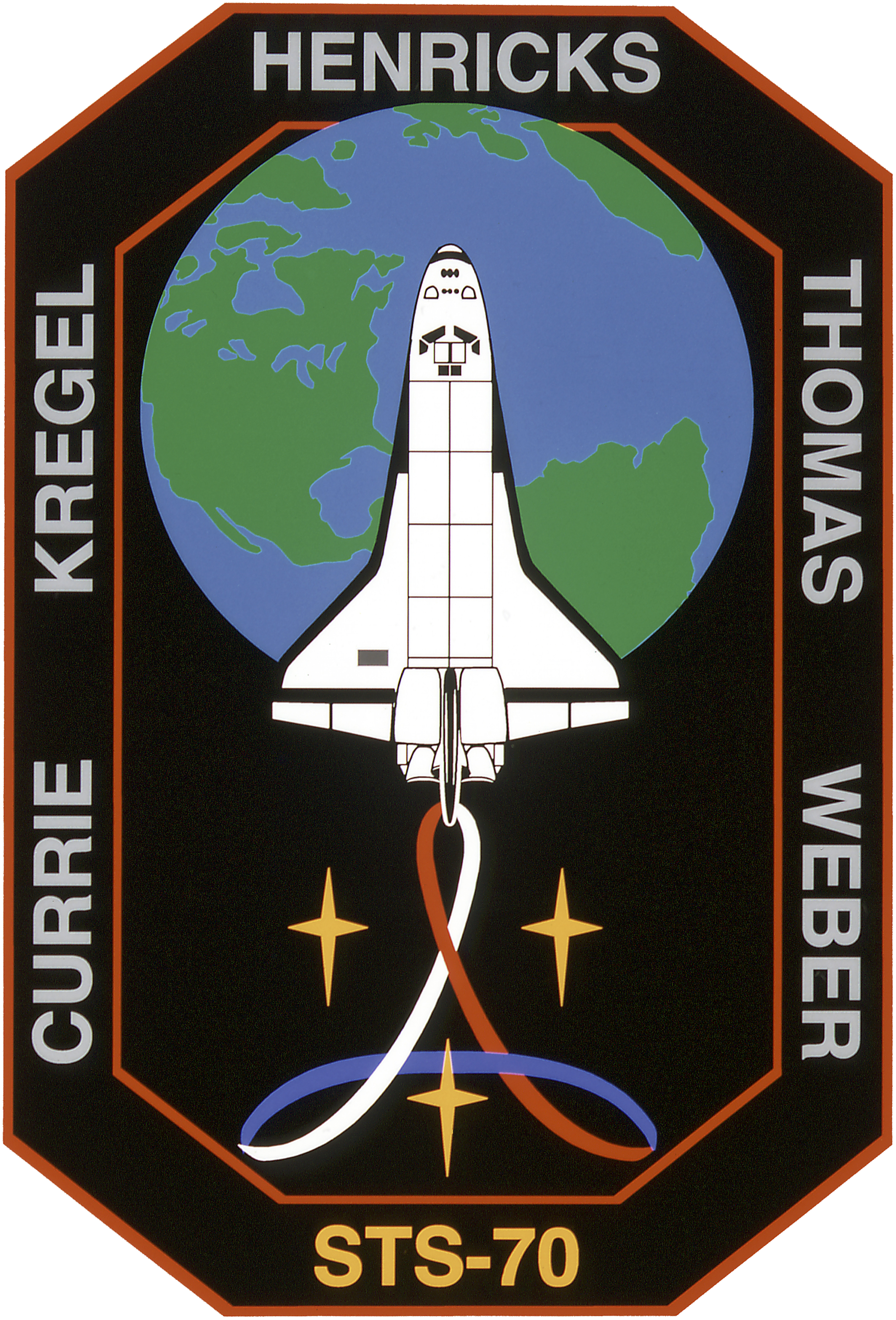
Misión STS-70
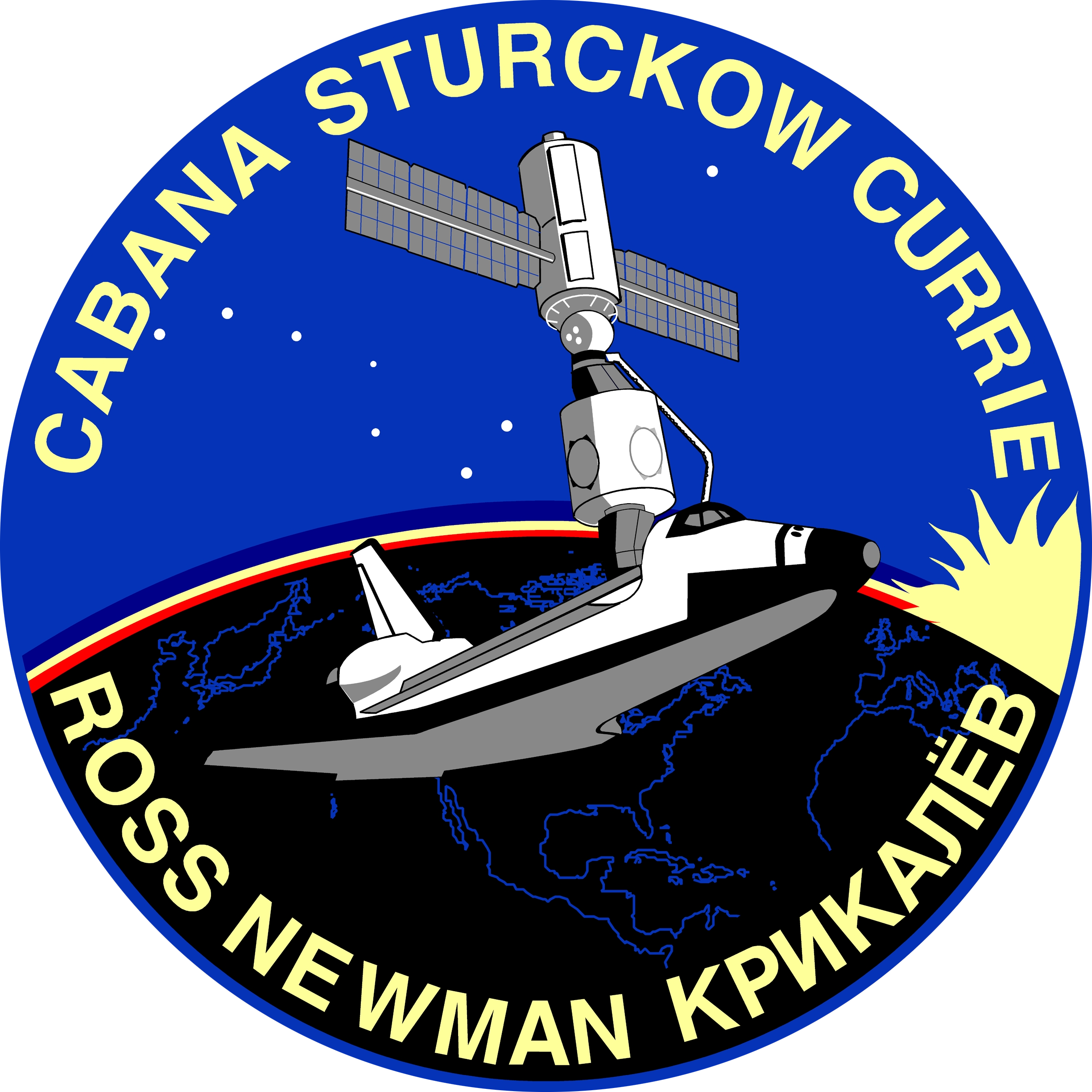
Misión STS-88
Misión STS-109